# Wanda von Debschitz-Kunowski
Wanda Wilhelmine Auguste von Debschitz-Kunowski, geborene von Kunowski (* 8. Januar 1870 in Hammer, Landkreis Czarnikau; † 23. April 1935 in Berlin) war eine deutsche Porträt-Fotografin.

## Familie
Debschitz-Kunowski war die Tochter des preußischen Majors August von Kunowski (1836–1883) und dessen Ehefrau Helene, geborene von Bethe (1837–1887). George August Kunowski (1757–1838), Pastor prim. an der Friedenskirche zu Schweidnitz, war der ältere Bruder ihres Urgroßvaters.
Sie heiratete am 16. August 1898 in Görlitz den Kunstmaler Wilhelm von Debschitz (1871–1948), den Sohn des preußischen Generalleutnants Kolmar von Debschitz (1809–1878) und der Pauline von dem Borne (Haus Berneuchen, Kr. Landsberg) (1830–1912). Die Ehe wurde Juli 1924 geschieden. Das Paar hatte folgende Kinder:
- Wanda Pauline Helene (1899–1986) ⚭ 1926 (Scheidung 1947) Otto Erich Ziegert (1900–1978)
- Wolf-Dietrich Kolmar August (1901–1972) ⚭ 1940 Hiltgund Gebhardt (1921–2017)
- Irene Elisabeth Herta (1903–1990) ⚭ 1936 (Scheidung 1964) Alexander (Xanti) Schawinsky (1904–1979), Künstler

## Leben und Werk
Wanda von Kunowski besuchte eine Schule für höhere Töchter und beschloss anschließend, Malerin zu werden. Nach ihrem Studium der Malerei in Berlin bei Carl Gussow (um 1890) zog Debschitz-Kunowski nach München und nahm weiteren Unterricht bei Heinrich Nauen. Von 1895 bis 1904 war sie Mitglied im Münchner Künstlerinnenverein. Um 1895 entstanden kleinere kunstgewerbliche Arbeiten wie hölzerne Tabletts und Dosen. Die Zeitschrift Jugend druckte 1898 eine Zierleiste mit Haselnüssen unter dem Mädchennamen der Künstlerin ab. 1899 veröffentlichte die Zeitschrift die dekorative Abbildung eines Schlangenknöterichs der mittlerweile verheirateten Künstlerin, die sich nun von Debschitz-Kunowski nannte.
Nachdem ihr Mann und Hermann Obrist 1902 das „Versuchs-Atelier für angewandte und freie Kunst“ gegründet hatten, arbeitete sie dort in der Metallwerkstatt. Von 1905 bis 1914 war sie in dem Atelier Lehrerin für Fotografie und machte zugleich Aufnahmen von den Werken der dort arbeitenden Künstler. Zusätzlich erledigte sie private Aufträge wie Porträts von Münchener Persönlichkeiten und von Schülern der Debschitz-Schule und fertigte Landschaftsfotografien, nach denen Öldrucke hergestellt wurden.
Im Jahr 1905 wurden an der reformorientierten „Lehr- und Versuchsanstalt für Photographie“ in München erstmals Frauen zugelassen. Von Debschitz-Kunowski begann dort eine Ausbildung als Fotografin und war zusammen mit Sophie Reynier eine der ersten beiden Schülerinnen. Sie besuchte die Klasse von Hans Spörl und nahm Unterricht bei dem US-Amerikaner Frank Eugene Smith. Der Gründer der Schule, der Fotograf G. H. Emmerich, schien große Stücke auf die Schülerin zu halten, denn er bebilderte seinen 1907 erschienenen Aufsatz Ziele der heutigen künstlerischen Photographie ausschließlich mit ihren Bildern. Sie schloss die Ausbildung im selben Jahr ab und machte sich mit einem „die neuzeitliche Photographie ausschließlich pflegenden“ Atelier in Schwabing selbständig, der „Werkstätte für photographische Bildniskunst“.
1909 nahm Debschitz-Kunowski mit Porträtstudien an der „Internationalen Photographischen Ausstellung“ in Dresden teil und wurde dafür mit einer Goldmedaille ausgezeichnet. Ein Jahr später erhielt sie, wieder auf der „Internationalen Photographischen Ausstellung“, diesmal in Budapest, eine Silbermedaille. 1911 wurde sie auf der Weltausstellung in Turin mit einer Goldmedaille prämiert. 1913 war sie auf der „Allgemeinen Photographischen Ausstellung“ in Frankfurt vertreten und 1914 gehörte sie zu den Teilnehmerinnen einer Sonderausstellung der Leipziger Bugra mit dem Titel „Die Frau im Buchgewerbe und in der Graphik“.
In einem Beitrag für die Zeitschrift Die Kunst hob Eugen Kalkschmidt Debschitz-Kunowskis ungewöhnliches Verständnis für Bildwirkung hervor, das er mit ihrer Ausbildung als Malerin in Verbindung setzte. Als Beispiel für die „ungezwungene Charakteristik“ ihres Stils hob er ein Porträt des Komponisten Hans Pfitzner hervor, das im selben Jahr entstanden war. In dem Artikel wird ein doppeltes Druckverfahren in Platin und Gummi beschrieben, das die Fotografin einsetzte, um den Umfang der Tonwerte in ihren Fotografien zu steigern. Laut Kalkschmidt zeige sich jedoch auch in den im herkömmlichen Albuminverfahren gedruckten Bildern „eine große Weichheit und malerische Geschlossenheit der Bildform.“
Im Jahr 1914 folgte sie ihrem Ehemann nach Hannover, der nach dem Verkauf seiner Kunstschule dort eine neue Stellung gefunden hatte. 1918 war sie neben Germaine Krull und Josef Pécsi Autorin der im Eichhorn-Verlag erschienenen Fotomappe Der Akt.
Im Jahr 1921 trennte sie sich von ihrem Ehemann, von dem sie 1924 geschieden wurde, und gründete ein eigenes Fotoatelier in Berlin. Dort spezialisierte sie sich auf Aufnahmen von kunstgewerblichen Objekten, u. a. Porzellan für die Königliche Porzellan-Manufaktur Berlin, und auf Porträtaufnahmen von Persönlichkeiten wie Max Planck, Clara Rilke-Westhoff und Albert Einstein. Außerdem fotografierte sie Ausstellungen und moderne Architektur, wie z. B. Inneneinrichtungen von Marcel Breuer und Bauten von Walter Gropius.

## Werke

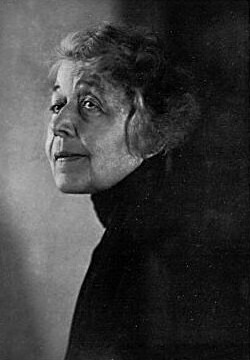
Ricarda Huch (1864–1947), Schriftstellerin (Menschen der Zeit, Königstein (Taunus), 1931, Abb. 83)
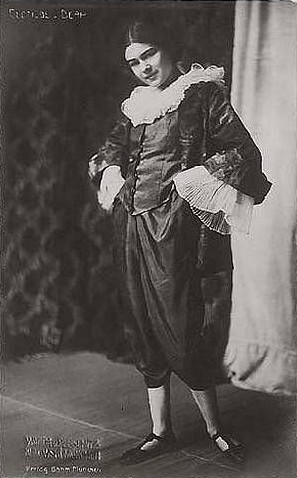
Clotilde von Derp (1892–1974), Tänzerin (Künstlerkarte, Verlag Böhm, München 1920er Jahre)
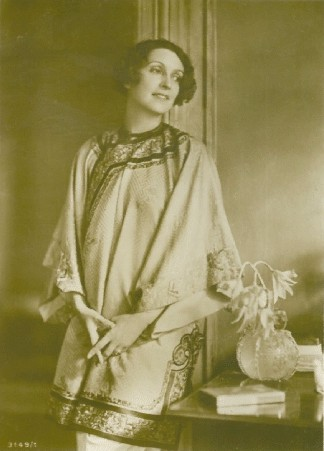
Erna Morena (1885–1962), Schauspielerin (Ross-Verlag)
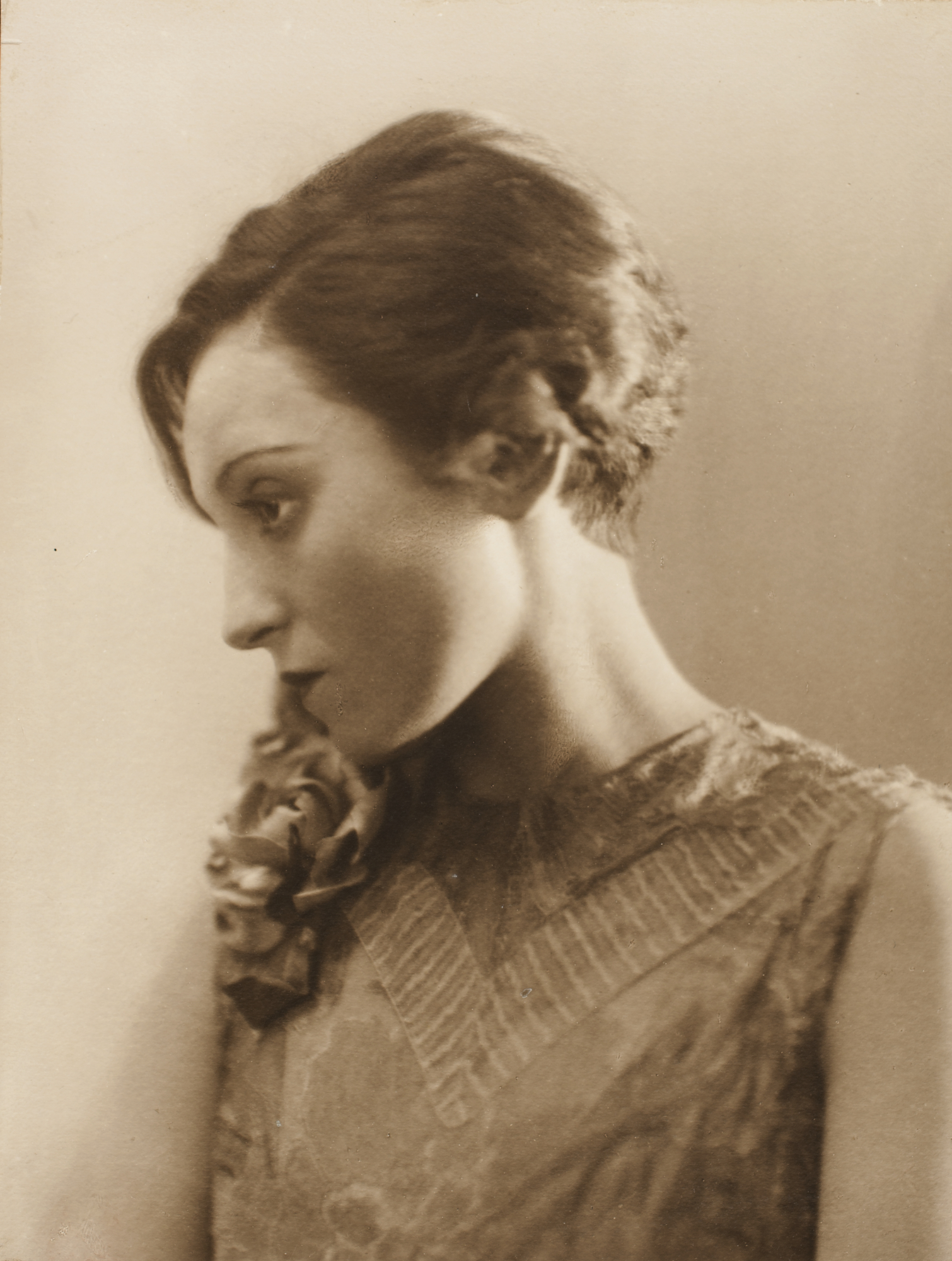
Elisabeth Bergner Datum unbekannt

## Publikationen
In folgenden Publikationen wurden ihre Fotos veröffentlicht (unvollständig):
- Die Blauen Bücher: Menschen der Zeit. Hundert und ein Lichtbildnis wesentlicher Männer und Frauen aus deutscher Gegenwart und jüngster Vergangenheit. Karl Robert Langewiesche Verlag, Königstein (Taunus) 1931.
- Hans-Curt Köster (Bearb.): Das Werk. Technische Lichtbildstudien. Neudruck der Erstausgabe von 1931 nebst Materialien zur Editionsgeschichte, Albertina (Hrsg.), Wien 2002. ISBN 3-7845-3560-7.
- A. P. Zeller (Hrsg.): Das Reich der Hausfrau. Praktischer Lehrkurs der rationellen Hauswirtschaft, Kochkunst und Ernährungskunde. 2 Bände, Verlag hauswirtschaftlicher u. mediziner Werke (Carl Ehlers), Konstanz (Bodensee) ca. 1930.
- A. P. Zeller (Hrsg.): Das Reich der Hausfrau. Ein Lehrkurs der zweckmäßigen Hauswirtschaft etc. Emil Frey Verlag, Zürich, ohne Jahresangabe.
- Hans Kaiser: Gesegnete Fehlzeit. Ein Ratgeber für Küche, Einkauf, Kochen und Essen. Deutsche Buchgemeinschaft, Berlin.
- Das deutsche Lichtbild. Jahresschauen 1927/1928 und 1932, Robert & Bruno Schultz, Berlin 1927 und 1931.
- Les Dones fotògrafes de la República de Weimar: 1919/1933. Barcelona Fundació „la Caixa“, Barcelona (Spanien) 1995. ISBN 84-7664-499-X.
- Friedrich Schiller: Das Lied von der Glocke, mit Ornamenten von Wanda von Debschitz-Kunowski, Theo Stroefer Verlag, Nürnberg 1905.
- Unsere Zeit in 77 Frauenbildnissen. Niels Kampmann Verlag, Heidelberg, ca. 1930.
- Kunstgewerbeblatt. Neue Folge, 17.–19. Jahrgang, Monatsschrift, Seemann Verlag, Leipzig 1906–1908.
- Menschen auf der Straße, Zweiundvierzig Variationen über ein einfaches Thema. J. Engelhorns Nachf., Stuttgart 1931.
- Paul Nikolaus: Tänzerinnen. Delphin-Verlag, München 1919.
- Egon H. Strassburger: Kinder. Reimar Hobbing Verlag, Berlin 1931.
- Karl Vanselow (Hrsg.): Die Schönheit. Jahresbände 1912 und 1914, mit Bildern geschmückte Zeitschrift für Kunst und Leben, Verlag der Schönheit, Dresden 1912 und 1914.
- Richard A. Giesecke (Hrsg.): Die Schönheit. Jahresband 1921, mit Bildern geschmückte Zeitschrift für Kunst und Leben, Verlag der Schönheit, Dresden 1921.